# 코파 아메리카

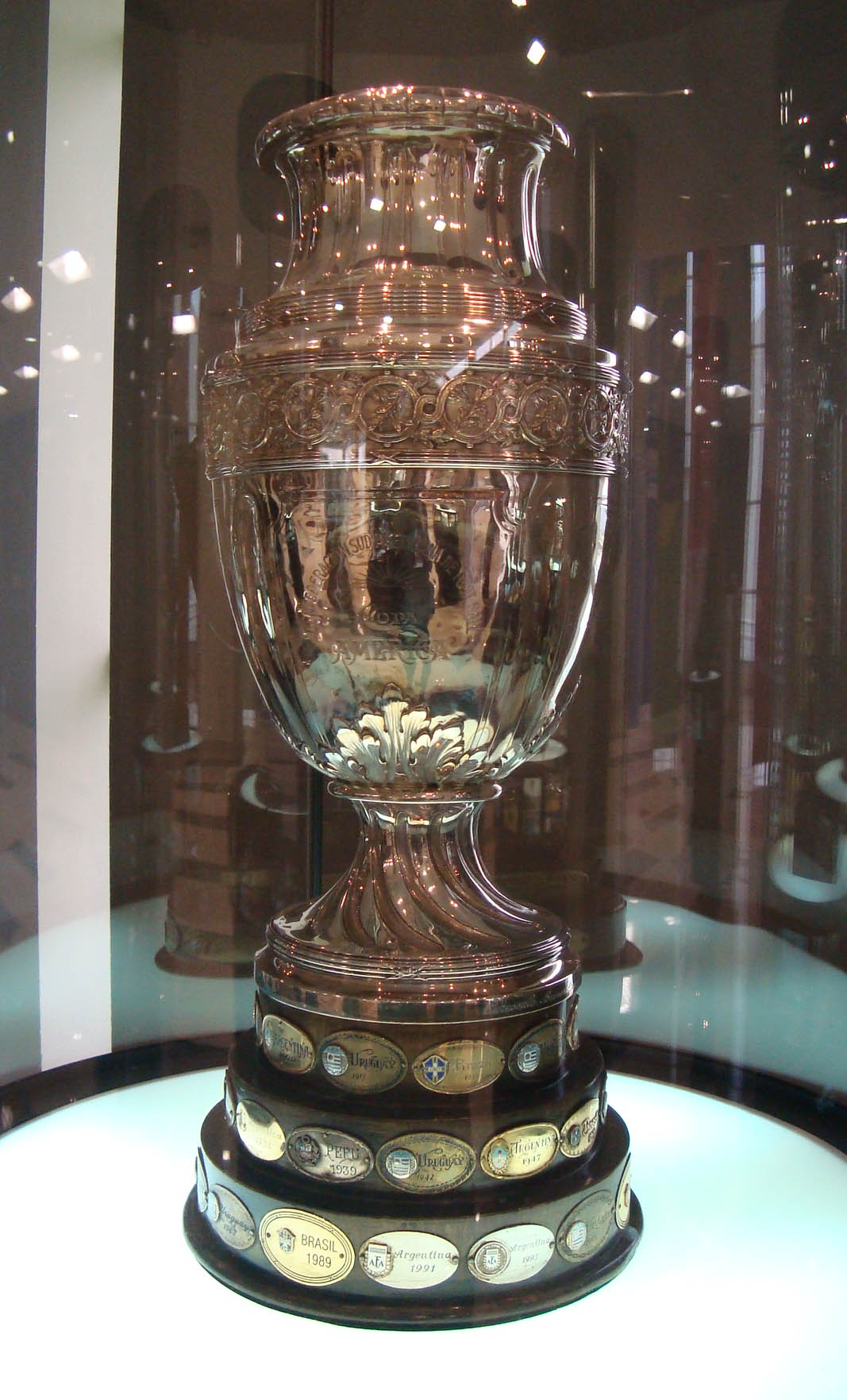

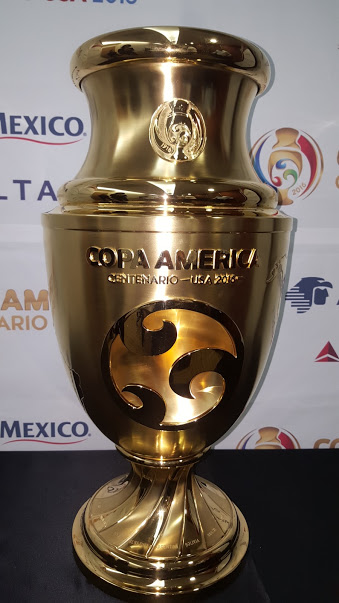

코파 아메리카(스페인어: Copa America, 포르투갈어: Copa América)는 CONMEBOL 소속의 축구 국가대표팀들이 출전하는 남미 대륙의 축구 선수권 대회이다. 1916년 아르헨티나에서 첫 대회가 열린 이래 지금까지 이어져오고 있다. 지금처럼 코파 아메리카라는 이름으로 바뀌게 된 것은 1975년부터며, 과거에는 남미 축구 선수권 대회(스페인어: Campeonato Sudamericano de Fútbol 캄페오나토 수다메리카노 데 풋볼[*], 포르투갈어: Campeonato Sul-Americano de Futebol 캄페오나투 술아메리카누 드 푸테볼[*])라는 이름을 사용했다. 개최 주기는 다른 메이저 대회에 비하면 변동이 많은 편이다.

## 대회 개관
코파 아메리카는 세계에서 현존하는 축구 대회 중 가장 오래된 축구 대회이다.(X) (FA컵이 1871-72 시즌부터 제정된 대회로, 현재까지 지구상에서 개최되고 있는 '구기 대회' 중 가장 오래된 대회이다.)
이 대회는 CONMEBOL의 회원국이 적은 관계로 본선 출전을 위한 별도의 예선 경기가 없는 것이 특징이다. 또 대회 참가국이 적은 관계로 다른 대륙별 축구 연맹에 속하는 2개 팀을 초청하는데, 이는 1993년 에콰도르 대회에서 미국과 멕시코가 초청되었던 것이 그 계기가 되었다.
2020년대 초반 기준 아메리카 지역(북중남미)을 제외한 다른 대륙에서 코파 아메리카에 초청받은 경우는 일본과 카타르가 유이하다. 그리고 공교롭게도 이 2개국은 모두 아시아 국가이다.

## 대회 방식의 변화
창설할 당시에는 참가국이 많지 않았기에 개최국으로 모여서 단판 풀리그 형식으로 진행되었다. 1920년까지는 브라질, 아르헨티나, 칠레, 우루과이만 참가하다가 1921년부터 파라과이가 참가하게 되었다. 그리고 1926년에는 볼리비아가 참가하고, 1년 뒤인 1927년부터는 페루도 참가하게 되었다. 그리고 1939년에는 에콰도르가 참가를 하고, 1945년에는 콜롬비아가 참가하였다. 마지막으로 베네수엘라는 1967년부터 참가하게 되었다. 그러나 위의 국가들이 모두 참가한 대회는 1975년부터이다.
이 때부터 대회명칭이 남미축구선수권대회에서 코파 아메리카로 바뀌었다. 또한 경기 방식도 풀리그 방식에서 전년도 우승국을 제외하고 3개팀씩 3개조로 나누어 홈어웨이 방식으로 조별예선을 치른 후 각 조의 1위를 차지한 국가와 전년도 우승국이 결승전까지 홈어웨이 토너먼트 방식으로 경기를 치렀다. 그리고 마지막 세 번째 결승전은 타 지역에서 경기를 가진 후 3번의 결승시합에서 우위를 거둔 국가가 우승을 하는 방식이였다.
1987년 개최국에 모여서 3개팀씩 3개조로 나누어 각 조의 팀당 한 번씩만 경기를 가지고, 이후의 조 1위를 한 국가와 전년도 우승 국가가 결승전까지 단판 토너먼트를 치르는 형식으로 바뀌었다. 그리고 이 때부터 3, 4위전도 하게 되었다. 1989년에는 조를 5개팀씩 2개조로 나누어 단판 리그 형식으로 치르고, 각 조의 1, 2위팀이 또 다시 단판 리그 형식으로 경기를 하는 방식으로 바뀌었다.
1993년부터 CONMEBOL 소속의 축구 국가대표팀 외의 팀 2개국을 더 받아 들여서 4개팀씩 3개조로 나뉘어서 단판 리그형식으로 치른 후, 각 조의 1, 2위팀과 각 조의 3위팀들 중 성적이 좋은 2팀이 단판 토너먼트를 치러 우승국을 가리는 형식으로 바뀌었고 지금까지 이 방식이 유지되고 있다.

## 역대 대회 4강팀
| 남미 축구 선수권 대회 | 남미 축구 선수권 대회 | 남미 축구 선수권 대회 | 남미 축구 선수권 대회 | 남미 축구 선수권 대회 | 남미 축구 선수권 대회 | 남미 축구 선수권 대회 |
| 회차                  | 연도                  | 개최국                | 4강팀                 | 4강팀                 | 4강팀                 | 4강팀                 |
| 회차                  | 연도                  | 개최국                | 우승                  | 준우승                | 3위                   | 4위                   |
| --------------------- | --------------------- | --------------------- | --------------------- | --------------------- | --------------------- | --------------------- |
| 1회                   | 1916                  | 아르헨티나            | 우루과이              | 아르헨티나            | 브라질                | 칠레                  |
| 2회                   | 1917                  | 우루과이              | 우루과이              | 아르헨티나            | 브라질                | 칠레                  |
| 3회                   | 1919                  | 브라질                | 브라질                | 우루과이              | 아르헨티나            | 칠레                  |
| 4회                   | 1920                  | 칠레                  | 우루과이              | 아르헨티나            | 브라질                | 칠레                  |
| 5회                   | 1921                  | 아르헨티나            | 아르헨티나            | 브라질                | 우루과이              | 파라과이              |
| 6회                   | 1922                  | 브라질                | 브라질                | 파라과이              | 우루과이              | 아르헨티나            |
| 7회                   | 1923                  | 우루과이              | 우루과이              | 아르헨티나            | 파라과이              | 브라질                |
| 8회                   | 1924                  | 우루과이              | 아르헨티나            | 파라과이              | 칠레                  |                       |
| 9회                   | 1925                  | 아르헨티나            | 아르헨티나            | 브라질                | 파라과이              | 4위 없음              |
| 10회                  | 1926                  | 칠레                  | 우루과이              | 아르헨티나            | 칠레                  | 파라과이              |
| 11회                  | 1927                  | 페루                  | 아르헨티나            | 우루과이              | 페루                  | 볼리비아              |
| 12회                  | 1929                  | 아르헨티나            | 아르헨티나            | 파라과이              | 우루과이              | 페루                  |
| 13회                  | 1935                  | 페루                  | 우루과이              | 아르헨티나            | 페루                  | 칠레                  |
| 14회                  | 1937                  | 아르헨티나            | 아르헨티나            | 브라질                | 우루과이              | 파라과이              |
| 15회                  | 1939년                | 페루                  | 페루                  | 우루과이              | 파라과이              | 칠레                  |
| 16회                  | 1941년                | 칠레                  | 아르헨티나            | 우루과이              | 칠레                  | 페루                  |
| 17회                  | 1942년                | 우루과이              | 우루과이              | 아르헨티나            | 브라질                | 파라과이              |
| 18회                  | 1945년                | 칠레                  | 아르헨티나            | 브라질                | 칠레                  | 우루과이              |
| 19회                  | 1946년                | 아르헨티나            | 아르헨티나            | 브라질                | 파라과이              | 우루과이              |
| 20회                  | 1947년                | 에콰도르              | 아르헨티나            | 파라과이              | 우루과이              | 칠레                  |
| 21회                  | 1949년                | 브라질                | 브라질                | 파라과이              | 페루                  | 볼리비아              |
| 22회                  | 1953                  | 페루                  | 파라과이              | 브라질                | 우루과이              | 칠레                  |
| 23회                  | 1955년                | 칠레                  | 아르헨티나            | 칠레                  | 페루                  | 우루과이              |
| 24회                  | 1956                  | 우루과이              | 우루과이              | 칠레                  | 아르헨티나            | 브라질                |
| 25회                  | 1957                  | 페루                  | 아르헨티나            | 브라질                | 우루과이              | 페루                  |
| 26회                  | 1959                  | 아르헨티나            | 아르헨티나            | 브라질                | 파라과이              | 페루                  |
| 27회                  | 1959                  | 에콰도르              | 우루과이              | 아르헨티나            | 브라질                | 에콰도르              |
| 28회                  | 1963                  | 볼리비아              | 볼리비아              | 파라과이              | 아르헨티나            | 브라질                |
| 29회                  | 1967                  | 우루과이              | 우루과이              | 아르헨티나            | 칠레                  | 파라과이              |

| 코파 아메리카 | 코파 아메리카 | 코파 아메리카 | 코파 아메리카 | 코파 아메리카                         | 코파 아메리카 | 코파 아메리카           | 코파 아메리카           | 코파 아메리카           |
| 회차          | 연도          | 개최국        | 결승전        | 결승전                                | 결승전        | 3위 결정전 / 4강 진출국 | 3위 결정전 / 4강 진출국 | 3위 결정전 / 4강 진출국 |
| 회차          | 연도          | 개최국        | 우승          | 점수                                  | 준우승        | 3위                     | 점수                    | 4위                     |
| ------------- | ------------- | ------------- | ------------- | ------------------------------------- | ------------- | ----------------------- | ----------------------- | ----------------------- |
| 30회          | 1975          | 개최국 없음   | 페루          | 0 – 1 / 2 – 0 플레이오프 1 – 0        | 콜롬비아      | 브라질 우루과이         | 3위 결정전 없음         |                         |
| 31회          | 1979          | 개최국 없음   | 파라과이      | 3 – 0 / 0 – 1 플레이오프 0 – 0 연장전 | 칠레          | 브라질 페루             | 3위 결정전 없음         |                         |
| 32회          | 1983          | 개최국 없음   | 우루과이      | 2 – 0 / 1 – 1                         | 브라질        | 파라과이 페루           | 3위 결정전 없음         |                         |
| 33회          | 1987          | 아르헨티나    | 우루과이      | 1 – 0                                 | 칠레          | 콜롬비아                | 2 – 1                   | 아르헨티나              |
| 34회          | 1989          | 브라질        | 브라질        | 1 – 0                                 | 우루과이      | 아르헨티나              | 0 – 0                   | 파라과이                |
| 35회          | 1991          | 칠레          | 아르헨티나    | 3 – 2                                 | 브라질        | 칠레                    | 1 – 1                   | 콜롬비아                |
| 36회          | 1993          | 에콰도르      | 아르헨티나    | 2 – 1                                 | 멕시코        | 콜롬비아                | 1 – 0                   | 에콰도르                |
| 37회          | 1995          | 우루과이      | 우루과이      | 1 – 1 연장전 (5–3) 승부차기           | 브라질        | 콜롬비아                | 4 – 1                   | 미국                    |
| 38회          | 1997          | 볼리비아      | 브라질        | 3 – 1                                 | 볼리비아      | 멕시코                  | 1 – 0                   | 페루                    |
| 39회          | 1999          | 파라과이      | 브라질        | 3 – 0                                 | 우루과이      | 멕시코                  | 2 – 1                   | 칠레                    |
| 40회          | 2001          | 콜롬비아      | 콜롬비아      | 1 – 0                                 | 멕시코        | 온두라스                | 2 – 2 (5–4) 승부차기    | 우루과이                |
| 41회          | 2004          | 페루          | 브라질        | 2 – 2 연장전 (4–2) 승부차기           | 아르헨티나    | 우루과이                | 2 – 1                   | 콜롬비아                |
| 42회          | 2007          | 베네수엘라    | 브라질        | 3 – 0                                 | 아르헨티나    | 멕시코                  | 3 – 1                   | 우루과이                |
| 43회          | 2011          | 아르헨티나    | 우루과이      | 3 – 0                                 | 파라과이      | 페루                    | 4 – 1                   | 베네수엘라              |
| 44회          | 2015          | 칠레          | 칠레          | 0 – 0 연장전 (4–1) 승부차기           | 아르헨티나    | 페루                    | 2 – 0                   | 파라과이                |
| 45회          | 2016          | 미국          | 칠레          | 0 – 0 연장전 (4–2) 승부차기           | 아르헨티나    | 콜롬비아                | 1 – 0                   | 미국                    |
| 46회          | 2019          | 브라질        | 브라질        | 3 – 1                                 | 페루          | 아르헨티나              | 2 – 1                   | 칠레                    |
| 47회          | 2021          | 브라질        | 아르헨티나    | 1 – 0                                 | 브라질        | 콜롬비아                | 3 – 2                   | 페루                    |
| 48회          | 2024          | 미국          | 아르헨티나    | 1 – 0 연장전                          | 콜롬비아      | 우루과이                | 2 – 2 (4–3) 승부차기    | 캐나다                  |

## 4강 진출 팀들의 기록
| 국가대표팀 | 우승 | 준우승                                                                                   | 3위                                                               | 4위                                                                    | 4강 진출 횟수 |
| ---------- | --- | ---------------------------------------------------------------------------------------- | ----------------------------------------------------------------- | ---------------------------------------------------------------------- | ------------- |
| 아르헨티나 | 16 (1921*, 1925*, 1927, 1929*, 1937*, 1941, 1945, 1946*, 1947, 1955, 1957, 1959*, 1991, 1993, 2021, 2024) | 14 (1916*, 1917, 1920, 1923, 1924, 1926, 1935, 1942, 1959, 1967, 2004, 2007, 2015, 2016) | 5 (1919, 1956, 1963, 1989, 2019)                                  | 2 (1922, 1987*)                                                        | 37            |
| 우루과이   | 15 (1916, 1917*, 1920, 1923*, 1924*, 1926, 1935, 1942*, 1956*, 1959, 1967, 1983, 1987, 1995, 2011)        | 6 (1919, 1927, 1939, 1941, 1989, 1999)                                                   | 10 (1921, 1922, 1929, 1937, 1947, 1953, 1957, 1975**, 2004, 2024) | 5 (1945, 1946, 1955, 2001, 2007)                                       | 36            |
| 브라질     | 9 (1919*, 1922*, 1949*, 1989*, 1997, 1999, 2004, 2007, 2019)                                              | 12 (1921, 1925, 1937, 1945, 1946, 1953, 1957, 1959, 1983, 1991, 1995, 2021)              | 7 (1916, 1917, 1920, 1942, 1959, 1975**, 1979**)                  | 3 (1923, 1956, 1963)                                                   | 31            |
| 파라과이   | 2 (1953, 1979)                                                                                            | 6 (1922, 1929, 1947, 1949, 1963, 2011)                                                   | 7 (1923, 1924, 1925, 1939, 1946, 1959, 1983**)                    | 7 (1921, 1926, 1937, 1942, 1967, 1989, 2015)                           | 22            |
| 칠레       | 2 (2015*, 2016)                                                                                           | 4 (1955*, 1956, 1979, 1987)                                                              | 5 (1926*, 1941, 1945, 1967, 1991*)                                | 11 (1916, 1917, 1919, 1920*, 1924, 1935, 1939, 1947, 1953, 1999, 2019) | 22            |
| 페루       | 2 (1939*, 1975)                                                                                           | 1 (2019)                                                                                 | 8 (1927*, 1935*, 1949, 1955, 1979**, 1983**, 2011, 2015)          | 6 (1929, 1941, 1957*, 1959, 1997, 2021)                                | 17            |
| 콜롬비아   | 1 (2001*)                                                                                                 | 2 (1975, 2024)                                                                           | 5 (1987, 1993, 1995, 2016, 2021)                                  | 2 (1991, 2004)                                                         | 10            |
| 볼리비아   | 1 (1963*)                                                                                                 | 1 (1997*)                                                                                | -                                                                 | 2 (1927, 1949)                                                         | 4             |
| 멕시코^    | - | 2 (1993, 2001)                                                                           | 3 (1997, 1999, 2007)                                              | -                                                                      | 5             |
| 온두라스^  | - | -                                                                                        | 1 (2001)                                                          | -                                                                      | 1             |
| 에콰도르   | - | -                                                                                        | -                                                                 | 2 (1959, 1993*)                                                        | 2             |
| 미국^      | - | -                                                                                        | -                                                                 | 2 (1995, 2016)                                                         | 2             |
| 베네수엘라 | - | -                                                                                        | -                                                                 | 1 (2011)                                                               | 1             |
| 캐나다^    | - | -                                                                                        | -                                                                 | 1 (2024)                                                               | 1             |

* = 개최국
^ = 초청국
** = 준결승 진출 (3위 결정전 없음)

## 통산 성적
1916년 아르헨티나 대회부터 2024년 미국 대회까지 총 48회의 코파 아메리카에서 각 국가가 기록한 성적을 순위별로 나열한 통계표다. 남미 10개국 모두 자동 진출하고 있으며, 1993년 코파 아메리카부터 출전권을 12장으로 늘리면서 타 대륙 국가들도 참여하기 시작했는데, 멕시코, 코스타리카, 미국, 캐나다, 온두라스, 자메이카, 일본, 카타르까지 총 8개국이 더 참여했다.
순위를 결정하는 기준은 다음과 같다.
- 승리 3점, 무승부 1점, 패배 0점으로 계산한다. (1993년까지는 승리가 2점이었지만 전부 3점으로 처리)
- 승점이 많을수록 상위권에 랭크
- 승점이 같으면 골득실 > 다득점 순으로 랭크
- 굵은 글씨(숫자)는 각 기록에서 가장 높은 순위

| 순위 | 국가       | 승점 | 진출 횟수 | 경기 횟수 | 승  | 무* | 패 | 득점 | 실점 | 득실차 | 평균 점수 | 최고 순위 |
| ---- | ---------- | ---- | --------- | --------- | --- | --- | -- | ---- | ---- | ------ | --------- | --------- |
| 1    | 아르헨티나 | 439  | 44        | 208       | 132 | 43  | 33 | 483  | 182  | +301   | 2.11      | 우승 (16) |
| 2    | 우루과이   | 385  | 46        | 212       | 115 | 40  | 57 | 421  | 226  | +195   | 1.82      | 우승 (15) |
| 3    | 브라질     | 368  | 38        | 195       | 108 | 39  | 48 | 435  | 206  | +229   | 1.89      | 우승 (9)  |
| 4    | 칠레       | 236  | 41        | 191       | 67  | 35  | 89 | 291  | 317  | -24    | 1.24      | 우승(2)   |
| 5    | 파라과이   | 235  | 39        | 180       | 64  | 43  | 73 | 267  | 311  | -44    | 1.31      | 우승 (2)  |
| 6    | 페루       | 214  | 34        | 164       | 58  | 40  | 66 | 230  | 255  | -25    | 1.30      | 우승(2)   |
| 7    | 콜롬비아   | 185  | 24        | 130       | 53  | 26  | 51 | 154  | 194  | -40    | 1.42      | 우승(1)   |
| 8    | 볼리비아   | 86   | 29        | 122       | 20  | 26  | 76 | 109  | 308  | -199   | 0.70      | 우승(1)   |
| 9    | 에콰도르   | 79   | 30        | 130       | 17  | 28  | 85 | 139  | 331  | -192   | 0.61      | 4위       |
| 10   | 멕시코     | 74   | 11        | 51        | 20  | 14  | 17 | 67   | 63   | +4     | 1.45      | 준우승    |
| 11   | 베네수엘라 | 51   | 20        | 74        | 11  | 18  | 45 | 59   | 182  | -123   | 0.69      | 4위       |
| 12   | 코스타리카 | 22   | 6         | 20        | 6   | 4   | 10 | 19   | 35   | -16    | 1.10      | 8강       |
| 13   | 미국       | 20   | 5         | 21        | 6   | 2   | 13 | 14   | 21   | -7     | 0.95      | 4위       |
| 14   | 온두라스   | 10   | 1         | 6         | 3   | 1   | 2  | 7    | 5    | +2     | 1.67      | 3위       |
| 15   | 파나마     | 9    | 2         | 7         | 3   | 0   | 4  | 10   | 20   | -10    | 1.29      | 8강       |
| 16   | 캐나다     | 6    | 1         | 6         | 1   | 3   | 2  | 4    | 7    | -3     | 1.00      | 4위       |
| 17   | 일본       | 3    | 2         | 6         | 0   | 3   | 3  | 6    | 15   | -9     | 0.50      | 조별예선  |
| 18   | 카타르     | 1    | 2         | 3         | 0   | 1   | 2  | 2    | 5    | -3     | 0.33      | 조별예선  |
| 19   | 아이티     | 0    | 1         | 3         | 0   | 0   | 3  | 1    | 12   | -11    | 0.00      | 조별예선  |
| 20   | 자메이카   | 0    | 3         | 9         | 0   | 0   | 9  | 1    | 16   | -15    | 0.00      | 조별예선  |

## 국가별 개최 횟수
| 개최 횟수 | 국가       | 연도                                                 |
| --------- | ---------- | ---------------------------------------------------- |
| 9회       | 아르헨티나 | 1916, 1921, 1925, 1929, 1937, 1946, 1959, 1987, 2011 |
| 7회       | 우루과이   | 1917, 1923, 1924, 1942, 1956, 1967, 1995             |
| 7회       | 칠레       | 1920, 1926, 1941, 1945, 1955, 1991, 2015             |
| 6회       | 페루       | 1927, 1935, 1939, 1953, 1957, 2004                   |
| 6회       | 브라질     | 1919, 1922, 1949, 1989, 2019, 2021                   |
| 3회       | 에콰도르   | 1947, 1959, 1993                                     |
| 2회       | 볼리비아   | 1963, 1997                                           |
| 2회       | 미국*      | 2016, 2024                                           |
| 1회       | 파라과이   | 1999                                                 |
| 1회       | 콜롬비아   | 2001                                                 |
| 1회       | 베네수엘라 | 2007                                                 |

- 개최국이 없는 대회의 경우 모든 경기를 홈 앤드 어웨이 방식으로 진행했다.
- 2016년 대회는 북중미카리브 축구 연맹(CONCACAF)에 소속된 국가로는 처음으로 개최한 대회이다.

## 같이 보기
- 코파 아메리카 센테나리오
- 코파 센테나리오 레볼루시온 데 마요